# Symeon I z Trapezuntu
Symeon I z Trapezuntu, gr. Συμεών Α΄ o Τραπεζούντιος (zm. 1488) – ekumeniczny patriarcha Konstantynopola w latach 1466, 1471–1474, 1481–1486.

## Życiorys
Symeon urodził się między 1400 i 1420 w rodzinie arystokratycznej w Cesarstwie Trapezuntu. Po upadku Trapezuntu w 1461 znalazł się w Konstantynopolu. W 1466 z inicjatywy Jerzego Amirutzesa został za łapówkę 2000 sztuk złota został patriarchą Konstantynopola. W tym samym roku został odsunięty z funkcji na rzecz Dionizego I. Po upadku tego ostatniego powrócił na tron patriarszy ponownie dzięki łapówce pełniąc funkcje w latach 1471–1474. Obiecał też stłumić projekty dla antytureckiej rewolty w Trapezuncie. Tam w maju 1472 nastąpiła nieudana próba zajęcia miasta przez Aleksego Komnena (bratanka Dawida II Komnena), wspieranego przez Uzun Hasana. Symeon stanął po stronie Turków, zdetronizował też metropolitę Trapezuntu – Pankracego, który poparł bunt. Pomimo tego z braku funduszy został czerwcu 1472 r. pozbawiony godności patriarchy. W 1481 odzyskał ponownie godność patriarchy. Najważniejszym wydarzeniem jego trzeciego panowania było zwołanie w 1484 r. synodu w Konstantynopolu, który unieważnił uchwały unii florenckiej. W 1486 został ponownie usunięty, zmarł niedługo potem.